# میلوتیتسه ناد بتشووو
میلوتیتسه ناد بتشووو (به چکی: Milotice nad Bečvou) یک منطقهٔ مسکونی در جمهوری چک است که در ناحیه پرروف واقع شده‌است. میلوتیتسه ناد بتشووو ۴٫۵۴ کیلومتر مربع مساحت و ۲۳۸ نفر جمعیت دارد و ۲۶۴ متر بالاتر از سطح دریا واقع شده‌است.